# Stantonia bezarki
Stantonia bezarki är en stekelart som beskrevs av Braet 2001. Stantonia bezarki ingår i släktet Stantonia och familjen bracksteklar. Inga underarter finns listade i Catalogue of Life.